# Calamonastes
Calamonastes (savannezangers) is een geslacht van zangvogels uit de familie Cisticolidae.

## Soorten
Het geslacht kent de volgende soorten:
- Calamonastes fasciolatus – Gebandeerde savannezanger
- Calamonastes simplex – Somalische savannezanger
- Calamonastes stierlingi – Kleine savannezanger
- Calamonastes undosus – Miombosavannezanger